# Kim Cattrall
Kim Cattrall, née le 21 août 1956 à Liverpool (Angleterre, Royaume-Uni), est une actrice canado-britannico-américaine.
Elle est notamment connue pour Porky's (1982), Police Academy (1984), Les Aventures de Jack Burton dans les griffes du Mandarin (1986). Mannequin (1987), Masquerade (1988) et Star Trek 6 : Terre inconnue (1991), mais aussi via son rôle de Samantha Jones dans la série télévisée Sex and the City (1998).
Elle s’est également illustrée en tant que personnage principal dans les séries Sensitive Skin (2014), Filthy Rich (2020), How I Met Your Father (2022) et Glamorous (2023).

## Biographie

### Jeunesse & débuts
Kim Victoria Cattrall naît le 21 août 1956 à Liverpool, (Angleterre, Royaume-Uni).

### Enfance et formation

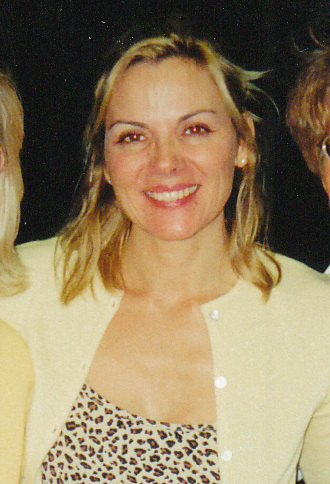
Kim Cattrall aux Emmy Awards 1999.

Lorsqu'elle a six mois, les parents de Kim Victoria Cattrall émigrent au Canada et s'installent à Courtenay.
En 1967, elle retourne dans son pays natal pour étudier à la London Academy of Music and Dramatic Art. Quatre ans plus tard, elle obtient une bourse pour l’American Academy of Dramatic Arts de New York.

### Les débuts
Son diplôme en poche, Kim Cattrall décroche son premier rôle en 1975 dans Rosebud d'Otto Preminger qui lui fait signer un contrat pour cinq ans. Mais Universal casse ce contrat et la rattache au studio avec le Universal Contract Player System. C'est dans ces années-là que son nom commence à être connu.
Elle apparaît dans de nombreuses séries télévisées, notamment dans un épisode de L'Incroyable Hulk intitulé La tombe sacrée, ainsi que dans un épisode de la série Columbo intitulé How to dial a Murder (Jeu de mots en français), en 1978, auprès de Peter Falk. Parallèlement, elle continue de jouer au théâtre.
En 1982, elle retourne étudier le théâtre à l'American Academy of Dramatic Arts de New York. Dans les années 1980, au cinéma on la voit dans de grosses productions telles que : Porky's (1982), Police Academy (1984), Les Aventures de Jack Burton dans les griffes du Mandarin (1986). Mannequin (1987), Masquerade (1988).
En 1985, elle tourne dans un film d'Alexandre Arcady, Hold-Up avec Jean-Paul Belmondo.
En 1987, elle tourne dans Mannequin de Michael Gottlieb. En 1989, elle incarne la fille de Milady (Faye Dunaway dans les précédents épisodes) dans Le Retour des mousquetaires de Richard Lester.
Dans les années 1990, elle continue à tourner, on la voit dans Le Bûcher des vanités de Brian De Palma (1990), Star Trek 6 : Terre inconnue (1991), P'tits Génies (1999).
Mais c'est en 1998 qu'elle accède enfin à la reconnaissance : elle est choisie pour incarner Samantha Jones, la croqueuse d'hommes, dans la série télévisée Sex and the City.

### Années 2000

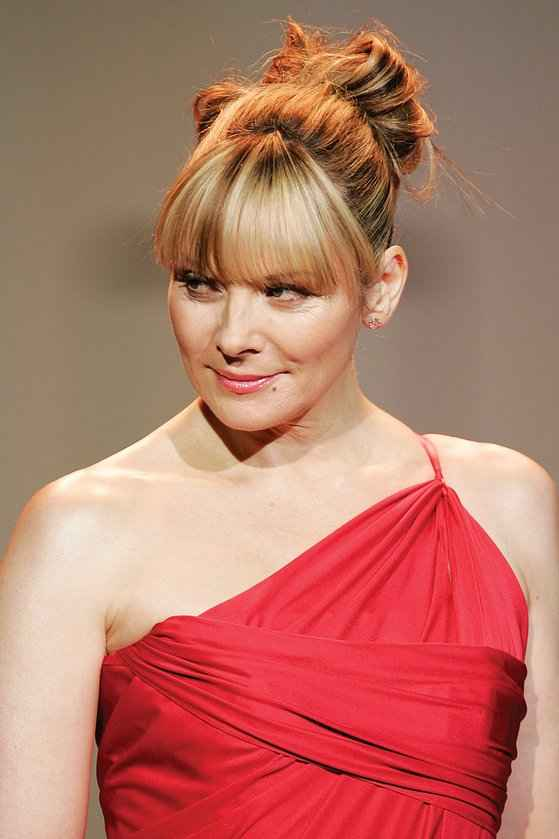
Kim Cattrall en 2008.

Le programme connait un succès à l'échelle internationale, et son personnage devient culte. Kim Cattrall est nommée quatre fois aux Golden Globes et le décroche une fois, en 2003, pour son travail sur la cinquième saison. Elle est aussi nommée chaque année aux Emmy Awards, entre 2000 et 2004.
Quand la série se conclut, elle n'a pas pour autant réussi à percer au cinéma : en 2001, elle se contente d'un second rôle dans le polar 15 minutes.
En 2002, elle évolue dans la comédie dramatique Crossroads, où elle prête ses traits à la mère de Britney Spears, l'ayant abandonnée après sa naissance. À sa sortie, le film est laminé par les critiques qui le qualifient de « navet » mais rencontre néanmoins un certain succès, rapportant plus de 61 millions de dollars au box-office. Et en 2003, elle se contente aussi d'un second rôle dans la comédie fantastique The Devil and Mrs Webster.
Enfin, en 2004, elle joue un autre second rôle dans une comédie familiale pour Disney, Princess on Ice, qui sort l'année suivante.
Elle tente cependant un comeback télévisuel : elle tient le premier rôle féminin d'un projet de comédie, Him & Us, sur une star du rock vieillissante, incarnée par Anthony Stewart Head. Mais le projet ne dépasse pas le stade du pilote. Elle part donc en Irlande tourner un film, dont elle aura le premier rôle également, The Tiger's Tail, qui passe inaperçu. Elle reste au Royaume-Uni pour tourner un téléfilm historique pour la BBC, My Boy Jack.
Elle est aussi choisie pour intégrer le casting du film Sexy Devil, aux côtés de Alec Baldwin, Jennifer Love Hewitt, Anthony Hopkins et Dan Aykroyd, qui sort en 2007 sur les écrans.
Elle ne reviendra aux États-Unis que pour la suite cinématographique de Sex & the City. Le film est un succès commercial, rapportant 415 253 641 $ au box-office mondial, dont 152 647 258 $ aux États-Unis et au Canada, pour un budget d'environ 65 millions de dollars. Au niveau mondial, il s'agit du 11e plus gros succès commercial de l'année 2008. Aux États-Unis, le film rapporte plus de 55 millions de dollars le week-end de sa sortie, prenant la tête du box-office américain. Il réalise ainsi le meilleur démarrage de l'histoire pour une comédie romantique.

### Années 2010

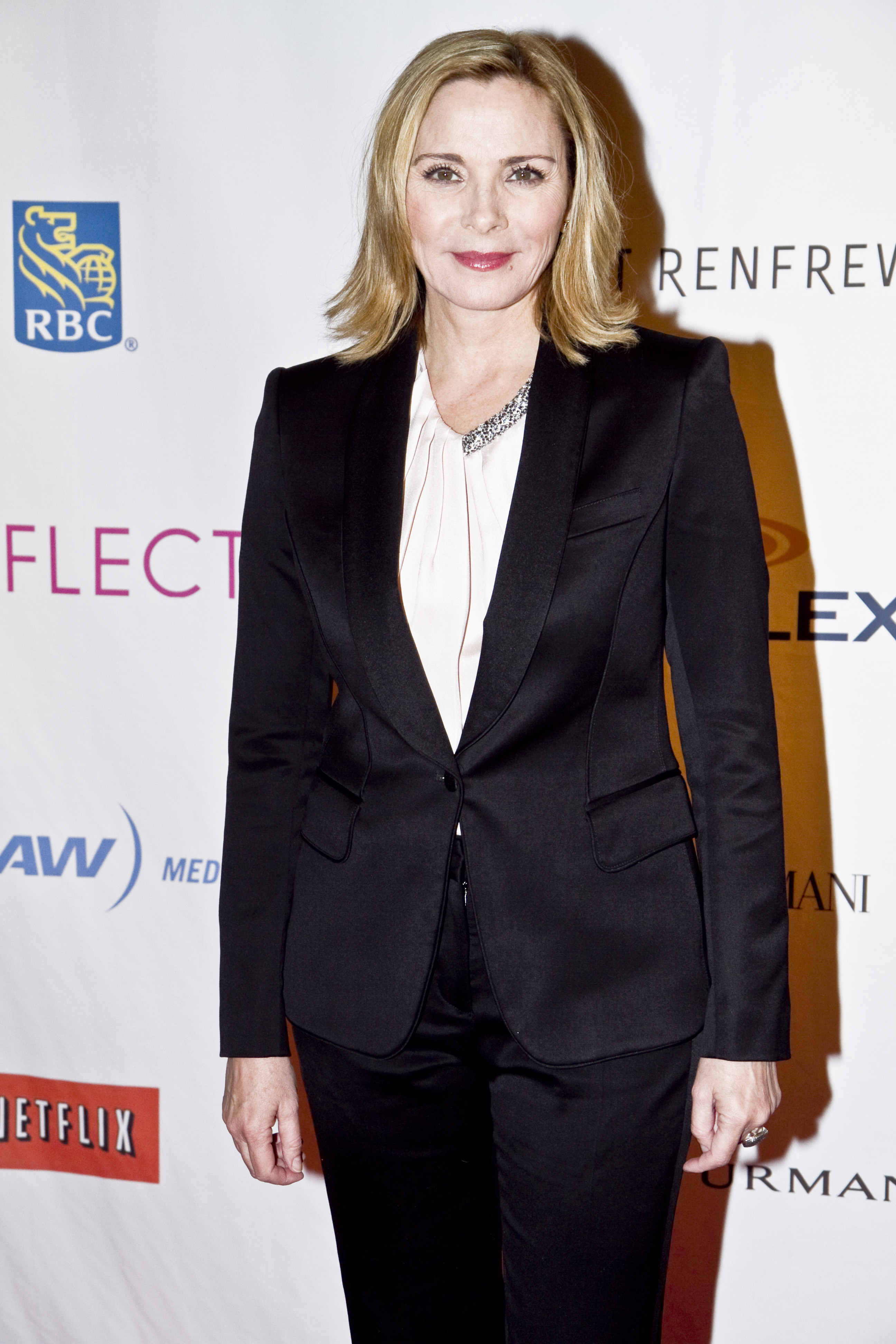
Kim Cattrall en 2012.

Entre-temps, elle participe à deux projets ambitieux : d'abord l'acclamé polar The Ghost Writer de Roman Polanski. Le film a été un succès critique et commercial, et a remporté de nombreux prix cinématographiques, dont celui du meilleur réalisateur pour Polanski au 60e Festival de Berlin et également aux 23e European Film Awards. Il obtiendra quatre César, dont celui de la meilleure réalisation, meilleure adaptation, meilleur montage et meilleure musique. Puis elle tient le premier rôle de la comédie romantique décalée à petit budget, Meet Monica Velour. Le film est diffusé en avant première au Festival du film de Tribeca en 2010 et obtient des critiques élogieuses,.
En 2010, Sex and the City 2 sort et constitue un nouveau succès commercial. Cependant, les critiques désastreuses essuyées par le scénario du film conduisent à un arrêt temporaire de la franchise
L'actrice se replie sur la Grande-Bretagne où elle participe à différents projets télévisuels - la mini-série Any Human Heart (2010), la série d'animation Producing Parker (2011), et tente même un projet de comédie, Ruby Robinson (2013), qui n'aboutit pas. Elle revient finalement en 2014 avec Sensitive Skin, consacré à la vie d'une sexagénaire. Deux saisons de six épisodes chacune sont diffusées en 2014 et 2016. Cette même année, elle joue dans la mini-série policière The Witness for the Protection et part en Suède tourner une autre mini-série policière, Modus, diffusée en 2017.
Elle revient à la fin de l'année 2016 à New York, où le projet d'un Sex & the City 3 se concrétise. Cependant, l'actrice aurait, selon certaines sources, mis le projet en échec en conditionnant sa participation au financement futur, par le studio Warner, de projets de films qu'elle aimerait développer.
Certaines autres sources disent qu'elle a simplement refusé de poursuivre Sex and the City et que les mauvaises critiques de Sex and the City 2 ont eu raison du projet de troisième volet du film. D'autres encore parlent d'un scénario qui aurait choqué Kim Cattrall ou qui aurait été centrée sur le rôle de Carrie. Mais la vraie raison, c'est qu'elle a obtenue sa propre série Sensitive Skin, qui a duré plusieurs saisons.
Elle fait alors son retour en fin d'année 2018, dans une série qui mélange fantastique et horreur, Tell Me a Story, pour le réseau CBS, qui s’inspire d’anciens contes de fées pour raconter des histoires sombres,.
Elle est également à l'affiche de la comédie Horrible Histories: The Movie – Rotten Romans, qui parait le 26 Juillet 2019.

### Années 2020
L’année 2020 se voit gratifiée de sa participation en tant que rôle principal dans la série Filthy Rich. En France, elle a été diffusée entre le 3 janvier et le 31 janvier 2021 sur Téva.
En 2022, elle décroche le rôle de Sophie pour une trentaine d'épisodes de la suite de la série culte How I Met Your Father. La même année, elle interprète Brenda Beaumont dans 7 épisodes de la série Queer as Folk.
Le 26 Mai 2023, elle rejoint Robert De Niro et Leslie Bibb, dans le long-métrage  Mon père et moi. Pour son premier jour d'exploitation en France, Mon père et moi a réalisé 5 084 entrées, dont 455 en avant-premières, pour un total de 791 séances proposées. En comptant pour ce premier jour les avant-premières, le film se positionne en quatrième place du box-office des nouveautés pour sa journée de démarrage, derrière L'Île rouge (7 359) et devant Renfield (3 654). En parallèle, elle est également présente en tant que personnage principal dans les dix épisodes de la série à succès Glamorous, qui est mise en ligne le 22 juin 2023 sur Netflix. En 2023, elle apparaît brièvement dans le dernier épisode de la saison 2 de la série And Just Like That....

### Vie privée
Native de la ville de Liverpool, Kim Cattrall est une fervente supportrice du club des Reds, ainsi qu'une amie du capitaine Steven Gerrard.
Elle rencontre à Los Angeles l'architecte allemand Andreas Lyson avec qui elle se mariera en 1982. Son deuxième mariage dure cinq ans, elle divorce en 1989. Elle épouse ensuite un ingénieur du son, Mark Levinson, le 4 septembre 1998, de qui elle divorce quelques années plus tard.
Elle avoue préférer les hommes jeunes, car ainsi c'est elle qui domine au lit. La vedette du feuilleton Sex and the City, âgée de 52[réf. nécessaire] ans, fréquente un homme qui est de 22 ans son benjamin. L'actrice admet qu'elle adore cette situation, puisqu'elle ne ressent aucune pression lorsqu'elle a des relations sexuelles avec son amant[réf. nécessaire]. Elle s'est confiée au New York Daily News, lors du lancement de son livre Sexual Intelligence. Elle explique : « Ils se disent : elle est plus âgée que moi, elle a plus d'expérience, alors calme-toi et relax. », avant d'ajouter : « Je préfère cela à : je vais te montrer cela. Je vais prendre la maîtrise. Je vais te faire cela. »
Elle a aussi expliqué qu'elle avait appris beaucoup de son personnage de Sex And The City, Samantha, qui était très portée sur la chose. Elle dit : « Samantha voulait toujours expérimenter pour le plaisir des choses folles et acrobatiques. »
Depuis le tournage de Rosebud d'Otto Preminger, elle est restée très liée à l'actrice française Isabelle Huppert,.

## Filmographie

### Cinéma
- 1975 : Rosebud d'Otto Preminger : Joyce
- 1977 : Deadly Harvest de Timothy Bond : Susan Franklin
- 1978 : Columbo : jeu de mots
- 1980 : Un fils pour l'été de Bob Clark : Sally Haines
- 1981 : Ticket to Heaven de Ralph L. Thomas : Ruthie
- 1982 : Porky's de Bob Clark : Miss Honeywell (Lassie, Ouhouhou)
- 1984 : Police Academy de Hugh Wilson : Karen Thompson
- 1985 : City Limits (en) de Aaron Lipstadt : Wickings
- 1985 : Turk 182 de Bob Clark : Danny Boudreau
- 1985 : Hold-up d'Alexandre Arcady : Lise
- 1986 : Les Aventures de Jack Burton dans les griffes du Mandarin (Big Trouble in Little China) de John Carpenter : Gracie Law
- 1987 : Mannequin de Michael Gottlieb : Ema 'Emmy' Hesire
- 1988 : Masquerade de Bob Swaim : Brooke Morrison
- 1988 : Midnight Crossing de Roger Holzberg : Alexa Schubb
- 1988 : Palais Royale de Martin Lavut : Odessa Muldoon
- 1989 : Le Retour des Mousquetaires de Richard Lester : Justine de Winter
- 1989 : Brown Bread Sandwiches de Carlo Liconti : Tante Eva
- 1989 : Honeymoon Academy de Gene Quintano : Chris (vidéofilm)
- 1990 : Le Bûcher des vanités de Brian de Palma : Judy McCoy
- 1991 : Star Trek 6 : Terre inconnue de Nicholas Meyer : Lieutenant Valeris
- 1992 : Killer instinct de Tony Maylam : Michell
- 1994 : Breaking Point : Allison Meadows
- 1995 : Above Suspicion de Steven Schachter : Gail Cain
- 1995 : Live Nude Girls de Julianna Lavin : Jamie
- 1996 : Mémoires suspectes de John Dahl : Kelly
- 1996 : Where Truth Lies de William H. Molina : Racquel Chambers
- 1997 : Pièges de diamants de David Winning : Carla Rainer
- 1999 : P'tits génies de Bob Clark : Robin
- 2001 : 15 minutes de John Herzfeld : Cassandra
- 2002 : Crossroads de Tamra Davis : Caroline
- 2003 : The Devil and Daniel Webster de Alec Baldwin : Constance Hurry
- 2005 : Ice Princess de Tim Fywell : Tina Harwood
- 2006 : The Tiger's Tail de John Boorman : Jane O'leary
- 2008 : Sex and the City, le film (Sex and the City) de Michael Patrick King : Samantha Jones
- 2010 : The Ghost Writer de Roman Polanski : Amelia
- 2010 : Sex and the City 2 de Michael Patrick King : Samantha Jones
- 2010 : Meet Monica Velour de Keith Bearden : Linda Romanoli
- 2019 : Horrible Histories: The Movies de Dominic Brigstocke : Agrippina
- 2023 : Mon père et moi (About My Father) de Laura Terruso : Tigger

### Télévision

#### Séries télévisées
- 1977 : L'âge de cristal : Rama II (1 épisode)
- 1977 : Quincy : Joy DeReatis (1 épisode)
- 1977 : Switch : Capitaine Judith Pierce (1 épisode)
- 1977 : What Really Happened to the Class of '65? : Cynthia (1 épisode)
- 1978 : Columbo : Joanne Nichols (Saison 7 de Columbo #Épisode 4 : Jeu de mots)
- 1978 : The Hardy Boys/Nancy Drew Mysteries : Marie Claire (2 épisodes)
- 1978 : Starsky et Hutch : Emily Harrison (Saison 4, 3e épisode)
- 1978 : The Paper Chase : Karen Clayton (1 épisode)
- 1978 : Family : Susan Madison (1 épisode)
- 1979 : L'Incroyable Hulk : Gabrielle White (saison 2, épisode 19)
- 1979 : La Conquête de l'Ouest : Dolores (1 épisode)
- 1979 : Vegas : Princess Zara (1 épisode)
- 1979 : Drôles de dames : Sharon Rose Kellerman (saison 4, épisode 5)
- 1979 - 1982 : Trapper John, M.D. : Amy West / Princess Allya (2 épisodes)
- 1980 : Hagen : Carol Sawyer (1 épisode)
- 1980 : Scrupules : Melanie Adams (mini-série, 3 épisodes)
- 1982 : Tucker's Witch : Amanda Tucker (1 épisode)
- 1983 : Jake Cutter : Whitney Bunting (1 épisode)
- 1993 : Wild Palms : Paige Katz (mini-série, 5 épisodes)
- 1993 : Angel Falls : Genna Harrison
- 1994 : Dream On : Jeannie (1 épisode)
- 1994 : Screen One : Sydnie (1 épisode)
- 1997 : Au-delà du réel : L'aventure continue : Rebecca Highfield (1 épisode)
- 1997 : Les Razmoket : Melinda Finster (voix, 1 épisode)
- 1997 : Duckman: Private Dick/Family Man : Tami Margulies (voix, 1 épisode)
- 1997 : Invasion : Sheila Moran (mini-série, 2 épisodes)
- 1998 : Créature : Dr Amanda Mayson (mini-série, 2 épisodes)
- 1998 - 2004 : Sex and the City : Samantha Jones (94 épisodes)
- 2004 - 2009 : Les Simpson : Un enfant / Chloe Talbot (voix, 2 épisodes)
- 2006 : Him and Us : Freddie Lazarus (pilote non retenu)
- 2009 - 2011 : Producing Parker : Dee (17 épisodes)
- 2010 : Any Human Heart : Gloria (mini-série, 2 épisodes)
- 2014 - 2016 : Sensitive Skin : Davina Jackson (12 épisodes)
- 2015 : Ruby Robinson : Ruby Robinson (pilote non retenu)
- 2016 : Témoin à charge : Emily French (mini-série, 2 épisodes)
- 2018 : Modus : Helen Tylers, la Présidente des États-Unis (saison 2, 8 épisodes)
- 2018 - 2019 : Tell Me a Story : Collen Powell (9 épisodes)
- depuis 2020 : Filthy Rich : Margaret Monreaux (également co-productrice)
- depuis 2022 : How I Met Your Father : Sophie, plus âgée
- 2022 : Queer as Folk : Brenda
- 2023 : And Just Like That... : Samantha Jones
- 2023 : Glamorous : Madolyn Addison

#### Téléfilms
- 1976 : Our Man Flint: Dead on Target de Joseph L. Scanlan : la secrétaire (non créditée)
- 1977 : Les Forces du mal de Paul Wendkos : Linday Isley
- 1978 : The Bastard de Lee H. Katzin : Anne Ware
- 1979 : The Night Rider de Hy Averback : Regina Kenton
- 1979 : The Rebels de Russ Mayberry : Anne Kent
- 1979 : Crossbar de John Trent : Katie Barlow
- 1980 : The Gossip Columnist de James Sheldon : Dina Moran
- 1984 : Péchés de jeunesse de Peter H. Hunt : Paula Bennett
- 1991 : Miracle in the Wilderness de Kevin James Dobson : Dora Adams
- 1992 : Double Vision (de Robert Knights) de Robert Knights : Caroline
- 1993 : Un agent très spécial de Richard Franklin : Christina / Delilah
- 1995 : OP Center de Lewis Teague : Jane Hood
- 1995 : Heidi, jour après jour de Paul Bogart : Susan
- 1996 : Un homme de rêve (Every Woman's Dream) de Steven Schachter : Liz Wells
- 1998 : Modern Vampires de Richard Elfman : Ulrike
- 1999 : Chantage sans issue (36 Hours to Die) de Yves Simoneau : Kim Stone
- 2007 : Mon fils Jack de Brian Kirk : Caroline Kipling
- 2011 : Comic Relief: Uptown Downstairs Abbey de Adrian Edmondson : Comtesse de Grantham

## Distinctions
Sauf indication contraire ou complémentaire, les informations mentionnées dans cette section proviennent de la base de données IMDb.

### Récompenses
- Women in Film Lucy Awards 1999 : Lauréate du Prix Lucy partagée avec Sarah Jessica Parker, Kristin Davis et Cynthia Nixon.
- 8e cérémonie des Screen Actors Guild Awards 2002 : Meilleure distribution pour une série télévisée comique dans Sex and the City (1998-2004).
- 60e cérémonie des Golden Globes 2003 : Meilleure actrice dans un second rôle dans une série, une mini-série ou un téléfilm pour Sex and the City (1998-2004) pour le rôle de Samantha Jones.
- 10e cérémonie des Screen Actors Guild Awards 2004 : Meilleure distribution pour une série télévisée comique pour Sex and the City (1998-2004).
- Banff Television Festival 2008 : Lauréate du Prix de la meilleure actrice.
- 2010 : ShoWest Convention de la meilleure distribution dans une série télévisée comique pour Sex and the City (1998-2004).
- GLAAD Media Awards 2011 : Lauréate du Prix Golden Gate.
- 31e cérémonie des Razzie Awards 2011 : Pire actrice dans une comédie pour Sex and the City 2 (2011)<r.
- Canadian Screen Awards 2013 : Lauréate du Prix pour sa contribution artistique exceptionnelle au cinéma et à la télévision. .

### Nominations
- 3e cérémonie des prix Génie 1982 : Meilleure actrice pour Ticket to Heaven (1981).
- 11e cérémonie des Razzie Awards 1991 : Pire actrice dans un second rôle pour Le Bûcher des vanités (1990).
- 19e cérémonie des Saturn Awards 1993 : Meilleure actrice dans un second rôle pour Star Trek 6 : Terre inconnue (1991).
- 57e cérémonie des Golden Globes 2000 : meilleure actrice dans un second rôle dans une série, une mini-série ou un téléfilm pour Sex and the City (1998-2004) pour le rôle de Samantha Jones.
- 2000 : Online Film & Television Association Awards de la meilleure actrice dans un second rôle dans une série télévisée comique pour Sex and the City (1998-2004) pour le rôle de Samantha Jones.
- Primetime Emmy Awards 2000 : Meilleure actrice dans un second rôle dans une série télévisée comique pour Sex and the City (1998-2004) pour le rôle de Samantha Jones.
- 2001 : American Comedy Awards de la meilleure actrice dans un second rôle dans une série télévisée comique pour Sex and the City (1998-2004) pour le rôle de Samantha Jones.
- 58e cérémonie des Golden Globes 2001 : Meilleure actrice dans un second rôle dans une série, une mini-série ou un téléfilm pour Sex and the City (1998-2004) pour le rôle de Samantha Jones.
- 53e cérémonie des Primetime Emmy Awards 2001 : Meilleure actrice dans un second rôle dans une série télévisée comique pour Sex and the City (1998-2004) pour le rôle de Samantha Jones.
- 7e cérémonie des Screen Actors Guild Awards 2001 : Meilleure distribution pour une série télévisée comique dans Sex and the City (1998-2004) partagée avec Sarah Jessica Parker, Kristin Davis et Cynthia Nixon.
- 54e cérémonie des Primetime Emmy Awards 2002 : Meilleure actrice dans un second rôle dans une série télévisée comique pour Sex and the City (1998-2004) pour le rôle de Samantha Jones.
- 8e cérémonie des Screen Actors Guild Awards 2002 : Meilleure actrice dans une série télévisée comique pour Sex and the City (1998-2004) pour le rôle de Samantha Jones.
- 55e cérémonie des Primetime Emmy Awards 2003 : Meilleure actrice dans un second rôle dans une série télévisée comique pour Sex and the City (1998-2004) pour le rôle de Samantha Jones.
- 9e cérémonie des Screen Actors Guild Awards 2003 : 
  - Meilleure distribution pour une série télévisée comique POUR Sex and the City (1998-2004)>.
  - Meilleure actrice dans une série télévisée comique pour Sex and the City (1998-2004) pour le rôle de Samantha Jones.
- 61e cérémonie des Golden Globes 2004 : Meilleure actrice dans un second rôle dans une série, une mini-série ou un téléfilm pour Sex and the City (1998-2004) pour le rôle de Samantha Jones.
- 2004 : Gold Derby Awards de la meilleure actrice dans un second rôle dans une série télévisée comique pour Sex and the City (1998-2004) pour le rôle de Samantha Jones.
- 56e cérémonie des Primetime Emmy Awards 2004 : Meilleure actrice dans un second rôle dans une série télévisée comique pour Sex and the City (1998-2004) pour le rôle de Samantha Jones.
- 9e cérémonie des Satellite Awards 2004 : Meilleure actrice dans un second rôle dans une série comique pour Sex and the City (1998-2004) pour le rôle de Samantha Jones.
- 11e cérémonie des Screen Actors Guild Awards 2005 : Meilleure distribution pour une série télévisée comique dans Sex and the City (1998-2004).
- 2006 : Gemini Awards du meilleur documentaire pour Kim Cattrall: Sexual Intelligence (2005).
- 2009 : AARP Movies for Grownups Awards de la meilleure actrice dans un second rôle pour Sex and the City, le film (Sex and the City) (2008) pour le rôle de Samantha Jones.
- 2009 : People's Choice Awards de la meilleure distribution pour Sex and the City, le film (Sex and the City) (2008) partagée avec Sarah Jessica Parker, Kristin Davis, Cynthia Nixon et Chris Noth.
- 1re cérémonie des prix Écrans canadiens 2013 : Meilleure performance dans un programme ou une série d'animation pour Producing Parker (2009-2011).
- 2017 : Canadian Screen Awards de la meilleure actrice dans une série télévisée comique pour Sensitive Skin (2017).
- Dorian TV Awards 2022 : Lauréate du Prix Galeca TV Icon.

## Voix françaises
En France
| - Micky Sébastian dans : - Police Academy - Invasion (téléfilm) - Sex and the City (série télévisée) - Créature (téléfilm) - Chantage sans issue (téléfilm) - Mon fils Jack (téléfilm) - Sex and the City, le film - Sex and the City 2 - Témoin à charge (téléfilm) - Modus (série télévisée) - Tell Me a Story (série télévisée) - Filthy Rich (série télévisée) - How I Met Your Father (série télévisée) - Glamorous (les séries télévisées) : - And Just Like That... (série télévisée) - Martine Irzenski dans (les téléfilms) : - Miracle à Wilderness - Un homme de rêve - Mémoires suspectes - Emmanuèle Bondeville dans : - Mannequin - Le Bûcher des vanités - Véronique Augereau dans (les séries télévisées) : - Wild Palms - Any Human Heart | Et aussi - Claude Chantal (*1933 - 2016) dans Columbo (série télévisée) - Anne Kerylen (*1943 - 2021) dans Porky's - Sylvie Feit (*1949 - 2021) dans Les Aventures de Jack Burton dans les griffes du mandarin - Frédérique Tirmont dans Masquerade - Sabine Haudepin dans Le Retour des Mousquetaires - Déborah Perret dans Honeymoon Academy - Laurence Crouzet dans Star Trek 6 : Terre inconnue - Marie-Martine dans Killer Instinct - Virginie Ledieu dans Piège de diamants (téléfilm) - Jeanne Savary dans The Ghost Writer |

Au Québec
| - Johanne Garneau dans : - À la croisée des chemins - Une princesse sur la glace - Isabelle Miquelon dans : - Sexe à New York - Sexe à New York 2 | Et aussi - Diane Arcand dans Chez Porky - Élizabeth Lesieur dans Le Bûcher des vanités - Charlotte Bernard dans Double mémoire - Natalie Hamel-Roy dans Les petits génies |